# Antony Garrett Lisi

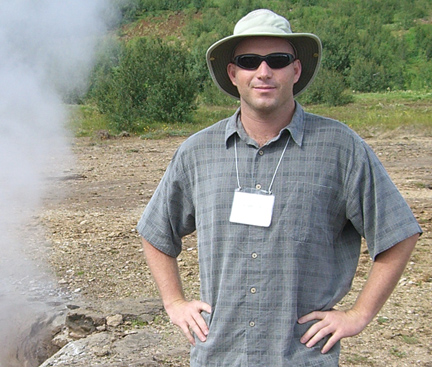
Antony Garrett Lisi in 2007

Antony Garrett Lisi (24 januari 1968) is een Amerikaans theoretisch fysicus.
Lisi is bekend om An Exceptionally Simple Theory of Everything (Nederlands: Een Uitzonderlijk Simpele Theorie van Alles), een document over een unificatietheorie gebaseerd op de E8 (wiskunde), die deeltjesfysica combineert met Einsteins theorie van zwaartekracht.
Deze theorie voorspelt ook veel nieuwe deeltjes. Hij ontwierp de Elementary Particle Explorer, om de symmetrieën van de overgangen van elementaire deeltjes en krachten in het standaardmodel, en in E8 te visualiseren.
Hij antwoordde critici met "An Explicit Embedding of Gravity and the Standard Model in E8" (2010), "Lie group cosmology" (2015) en "C,P,T, and Triality" (2024)

## Video's
- "A theory of everything | Garrett Lisi" (2009)
- Garrett Lisi's Elementary Particle Explorer (2018)
- Garrett Lisi - Understanding the Concept of Time (2024)
- Interview met Curt Jaimungal, "The 248 Dimensional Object That Unifies the Universe" (25 sep 2024)